# Pentoxylales
Pentoxylales — вимерлий порядок насіннєвих рослин, відомий з юрського періоду та ранньої крейди Східної Гондвани.

## Відкриття
Про перші зразки, що належать до Pentoxylales, повідомив Бірбал Сахні в 1948 році з юрсько-крейдових шарів пагорбів Раджмахал на північному сході Індії. Пізніше повідомлялося про останки з Нової Зеландії, Австралії та Антарктиди. Найдавніші записи групи датуються верхньою юрою, хоча існують непідтверджені записи ранньої юри.

## Морфологія
Звичка Pentoxylales невідома. Припускають, що вони були невеликими деревами. Їх ліаноподібна анатомія також привела до припущень про звичку, схожу на звичку ожини. Стебло Pentoxylales, яке згадується як морфопід Pentoxylon, складається з 5 або 6 клиноподібних сегментів, вбудованих у тонкостінну наземну тканину. Довжина листя досягає 20 сантиметрів і має помітну середню жилку. Пилок довжиною приблизно 25 мкм. Насіннєві органи Pentoxylales, які називаються Carnoconites, мають центральну вісь або ніжку, яка розгалужується на численні структури, які закінчуються яйцеклітиною. Морфологію по-різному описували як суцвіття, насіннєві шишки, плоди з насінням або жіночі квіти. Насіння, очевидно, сидяче.

## Філогенетика
Спорідненість Pentoxylales залишається незрозумілою, філогенетичний аналіз запропонував різну спорідненість з іншими групами насіннєвих рослин, включаючи Glossopteridales і Bennettitales, але докази цього непереконливі, і їх неможливо остаточно пов’язати з будь-якою іншою групою насіннєвих рослин.